# Singapurski dolar
Singapurski dolar, ISO 4217: SGD je službeno sredstvo plaćanja u Singapuru. Označava se simbolom S$, a dijeli se na 100 centi.

Singapurski dolar uveden je 1967. godine, kada je zamijenio dolar Malaje i Britanskog Bornea, i to u omjeru 1:1

U optjecaju su kovanice od 5, 10, 20 i 50 centi, te 1 dolara, i novčanice od 2, 5, 10, 50, 100, 1000 i 10.000 dolara.
Zahvaljujući sporazumu singapurskih i brunejskih vlasti, singapurski dolar se može koristiti i u Bruneju, tako da se u brunejskim trgovinama primaju i singapurski i brunejski dolari u omjeru 1:1.

## Vanjske poveznice
- Monetary Authority of Singapore